# Eumera mulier
Eumera mulier är en fjärilsart som beskrevs av Louis Beethoven Prout 1929. Eumera mulier ingår i släktet Eumera och familjen mätare. Inga underarter finns listade i Catalogue of Life.